# Boeing P-8 Poseidon
Boeing P-8 Poseidon (tên cũ là Multimission Maritime Aircraft hay MMA) là một loại máy bay tuần tra trên biển được phát triển cho Hải quân Hoa Kỳ (USN). P-8 được phát triển bởi Boeing Defense, Space & Security từ loại 737-800.
Boeing P-8 Poseidon được sử dụng trong các nhiệm vụ tác chiến chống ngầm (ASW), tác chiến chống hạm, tình báo, giám sát và trinh sát. Máy bay được trang bị ngư lôi, tên lửa chống hạm Harpoon và các loại vũ khí khác, máy bay có thể mang theo các phao thủy âm và có thể hoạt động phối hợp với các loại phương tiện khác.
P-8 hiện nay được biên chế trong lực lượng Hải quân Hoa Kỳ, Hải quân Ấn Độ, Không quân Hoàng gia Anh và Không quân Hoàng gia Úc. Ngoài ra, P-8 cũng đã được đặt hàng bởi Không quân Hoàng gia Na Uy, Không quân Hoàng gia New Zealand, Hải quân Đại Hàn Dân Quốc và Hải quân Đức.

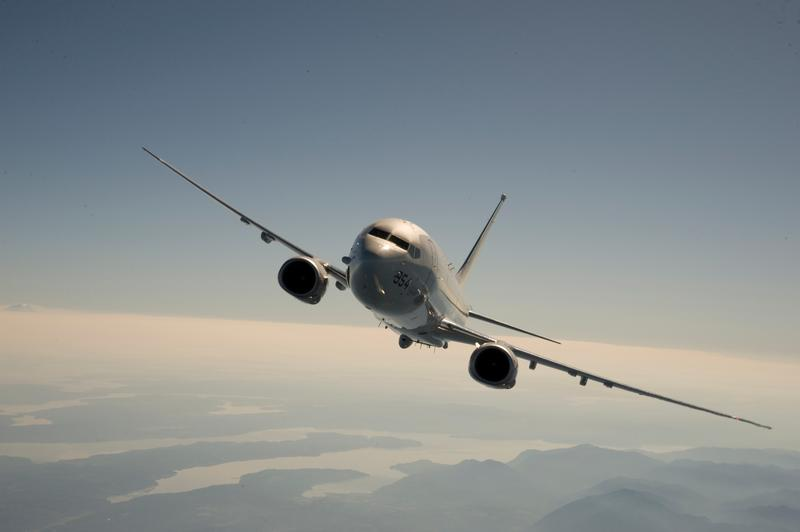
P-8 bay qua bang Washington

## Biến thể
- P-8A Poseidon  - Phiên bản phát triển cho Hải quân Hoa Kỳ.
- P-8I Neptune  - Phiên bản xuất khẩu cho Hải quân Ấn Độ.
- Poseidon MRA1  – Ký hiệu Không quân Hoàng gia Anh dành cho P-8A.
- P-8 AGS  - Phiên bản trinh sát mặt đất được đề xuất cho Không quân Hoa Kỳ vào năm 2010 để thay thế cho E-8 Joint STARS.

## Quốc gia sử dụng
Hoa Kỳ

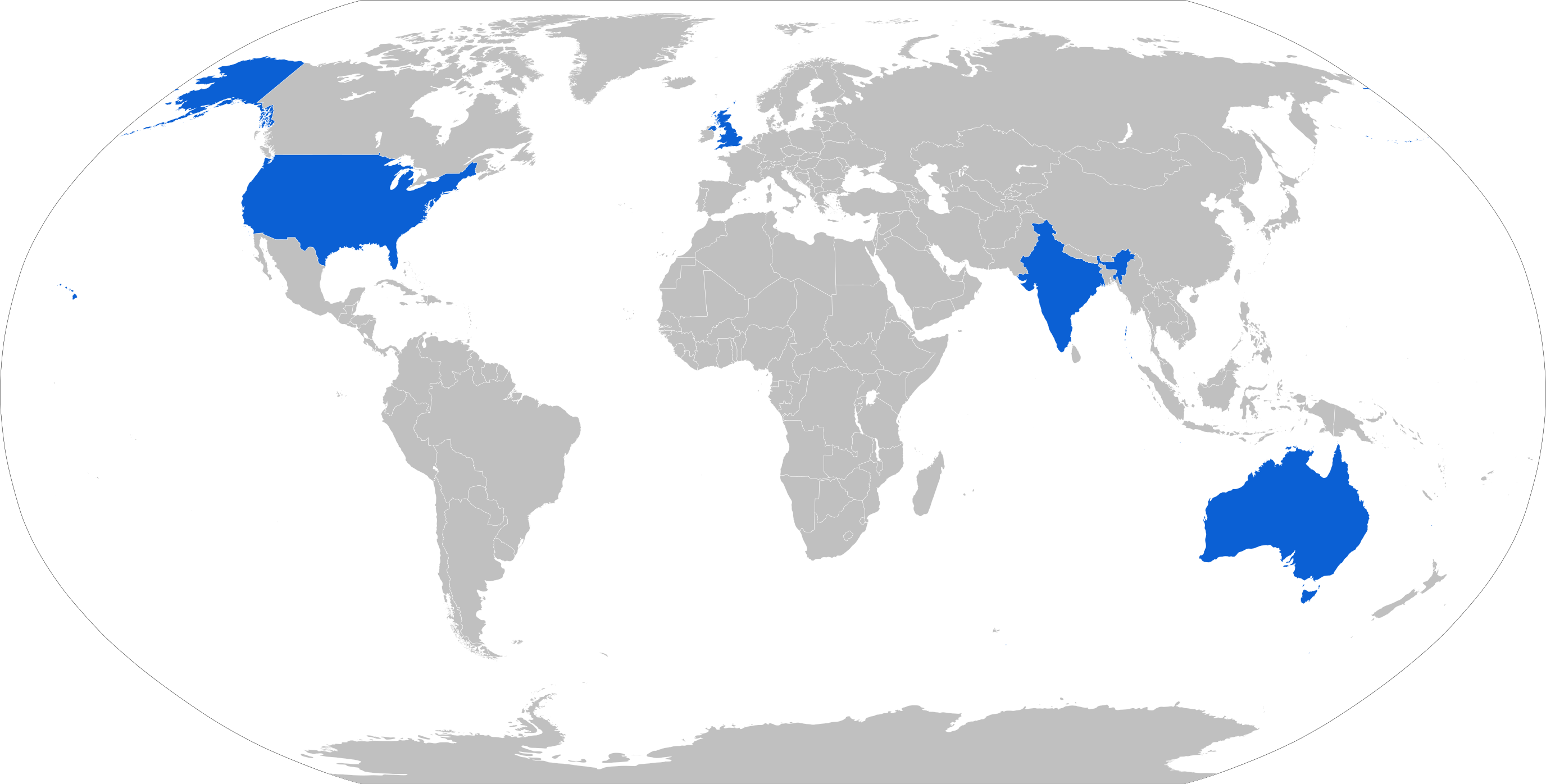
Các quốc gia vận hành P-8

- Hải quân Hoa Kỳ - Trong biên chế 98 chiếc P-8A. Đặt hàng tổng cộng 128 chiếc.[4]

 Ấn Độ
- Hải quân Ấn Độ -  Trong biên chế 9 chiếc  P-9I;[5][6][7] 3 chiếc còn lại được bàn giao trong năm 2021.

 Úc
- Không quân Hoàng gia Úc - Trong biên chế 12 chiếc. Đã đặt hàng thêm 2 chiếc.[4]

 Anh Quốc
- Không quân Hoàng gia Anh - Trong biên chế 5 chiếc P-8A. Đặt hàng tổng cộng 9 chiếc.[8]

## Tính năng kỹ chiến thuật (P-8A)
Dữ liệu lấy từ U.S. Navy P-8A Fact File, and Boeing
Đặc điểm tổng quát
- Tổ lái: Tổ lái: 2; Sĩ quan vận hành: 7
- Chiều dài: 129 ft 5 in (39,47 m)
- Sải cánh: 123 ft 6 in (37,64 m)
- Chiều cao: 42 ft 1 in (12,83 m)
- Trọng lượng rỗng: 138.300 lb (62.730 kg)
- Trọng lượng cất cánh tối đa: 189.200 lb (85.820 kg)
- Động cơ: 2 × CFM56-7B kiểu turbofan, 27.000 lbf (120 kN) mỗi chiếc

 Hiệu suất bay 
- Vận tốc cực đại: 490 knot (907 km/h)
- Vận tốc hành trình: 440 kn (815 km/h)
- Tầm bay: 7500km ()
- Trần bay: 41.000 ft (12.496 m)

Trang bị vũ khí

- (5 trong và 6 ngoài) tên lửa SLAM-ER, mìn và ngư lôi.

Hệ thống điện tử

- Radar quét bề mặt đa nhiệm Raytheon APY-10[12]
- (Radar quét bề mặt, cảm biến tiên tiến và SIGINT[13])